# Buttersäureisopentylester
Buttersäureisopentylester ist eine chemische Verbindung aus der Gruppe der Buttersäureester.

## Vorkommen

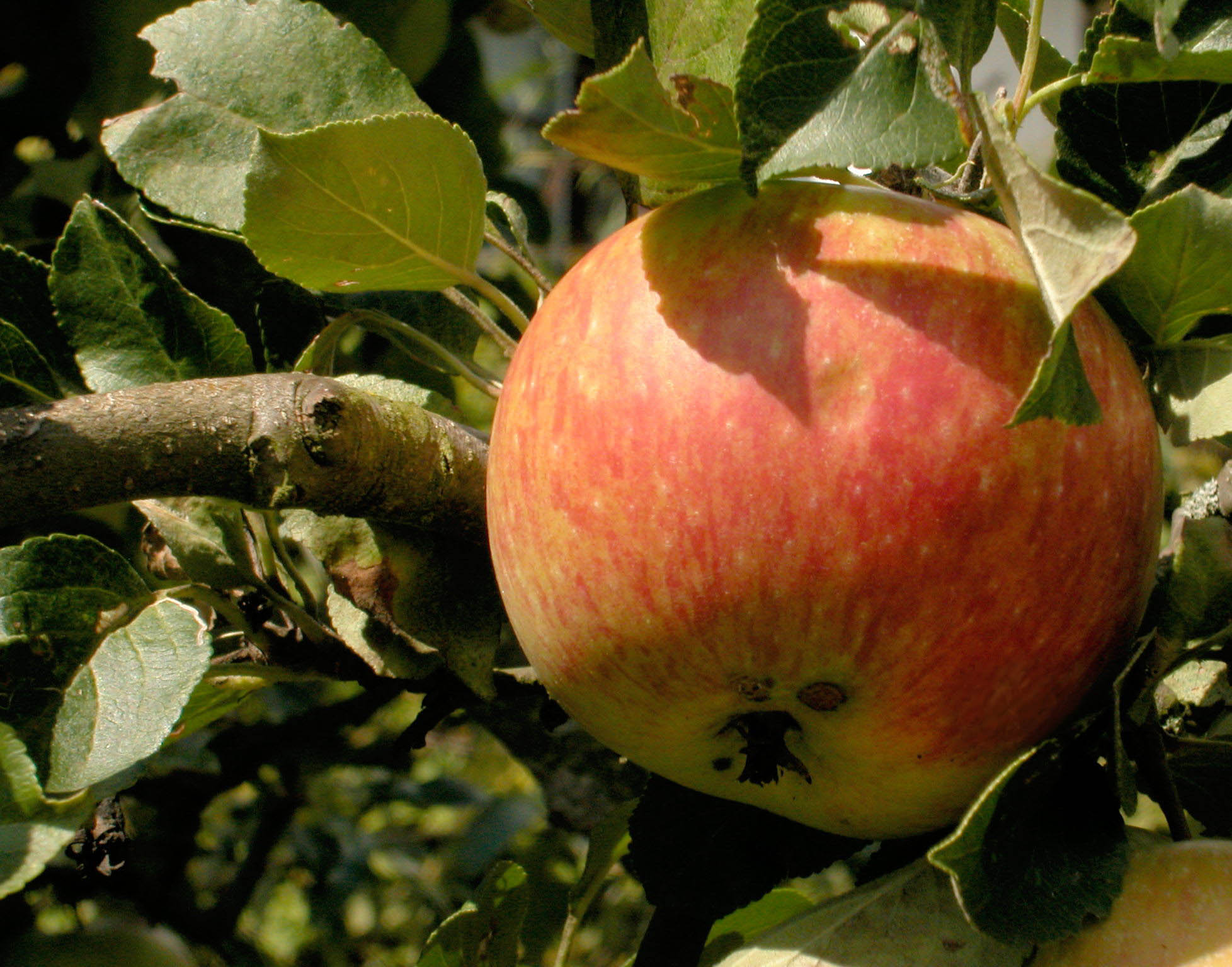
Apfel der Sorte James Grieve

Buttersäureisopentylester kommt natürlich in Eucalyptus macarthuri, Kokosnussöl und in diversen Früchten wie zum Beispiel Äpfeln, Aprikosen, Bananen, Mango und Melonen sowie in Honig und Whisky vor.

## Gewinnung und Darstellung
Buttersäureisopentylester kann durch Veresterung von Isoamylalkoholen mit Buttersäure gewonnen werden.

## Eigenschaften
Buttersäureisopentylester ist eine wenig flüchtige, farblose Flüssigkeit mit fruchtigem Geruch, die praktisch unlöslich in Wasser ist. Die Verbindung besitzt ein Birnenaroma.

## Verwendung
Buttersäureisopentylester wird als Aromastoff in der Lebensmittelindustrie verwendet.

## Sicherheitshinweise
Die Dämpfe von Buttersäureisopentylester können mit Luft ein explosionsfähiges Gemisch (Flammpunkt 59 °C) bilden.